# Epidendrum martinezii
Epidendrum martinezii är en orkidéart som beskrevs av Luis M. Sánchez och Germán Carnevali. Epidendrum martinezii ingår i släktet Epidendrum och familjen orkidéer. Inga underarter finns listade i Catalogue of Life.